# Атенго (муниципалитет)
Атенго (исп. Atengo) — муниципалитет в Мексике, в штате Халиско, с административным центром в одноимённом посёлке. Численность населения, по данным переписи 2020 года, составила 5599 человек.

## Общие сведения
Название Atengo с языка науатль можно перевести как: место у кромки воды.
Площадь муниципалитета равна 440,6 км², что составляет 0,6 % от общей площади штата, а наиболее высоко расположенное поселение Ербабуэна находится на высоте 1661 метр.
Атенго граничит с другими муниципалитетами штата Халиско: на севере с Мистланом, на востоке с Теколотланом, на юге с Тенамастланом и Аютлой, на западе с Куаутлой и Атенгильо.

## Учреждение и состав
Муниципалитет был образован 31 мая 1918 года, по данным 2020 года в его состав входит 19 населённых пунктов, самые крупные из которых:
| Код INEGI                  | Населённый пункт                                                               | Численность населения (2005 год) | Численность населения (2010 год) | Численность населения (2020 год) |
| -------------------------- | ------------------------------------------------------------------------------ | -------------------------------- | -------------------------------- | -------------------------------- |
| 011                        | Всего                                                                          | 4918                             | 5400                             | 5599                             |
| 0024                       | Соятлан-дель-Оро (исп. Soyatlán del Oro) 20°18′22″ с. ш. 104°16′51″ з. д.      | 1713                             | 2181                             | 2386                             |
| 0001                       | Атенго (исп. Atengo) 20°16′32″ с. ш. 104°14′04″ з. д. (административный центр) | 1596                             | 1616                             | 1639                             |
| 0003                       | Агостадеро (исп. Agostadero) 20°15′41″ с. ш. 104°18′12″ з. д.                  | 363                              | 363                              | 315                              |
| 0030                       | Ербабуэна (исп. Yerbabuena) 20°19′59″ с. ш. 104°10′05″ з. д.                   | 260                              | 249                              | 304                              |
| 0008                       | Кофрадия-де-Лепе (исп. Cofradía de Lepe) 20°13′41″ с. ш. 104°16′10″ з. д.      | 246                              | 262                              | 264                              |
| 0026                       | Такота (исп. Tacota) 20°22′28″ с. ш. 104°16′36″ з. д.                          | 155                              | 150                              | 162                              |
| —                          | Прочие                                                                         | 585                              | 579                              | 529                              |
| Названия на карте Генштаба |                                                                                |                                  |                                  |                                  |

## Экономическая деятельность
По статистическим данным 2000 года, работоспособное население занято по секторам экономики в следующих пропорциях:
- сельское хозяйство, животноводство и рыбная ловля — 62,5 %;
- промышленность и строительство — 12,9 %;
- торговля, сферы услуг и туризма — 23,6 %;
- безработные — 1 %.

## Инфраструктура
По статистическим данным 2020 года, инфраструктура развита следующим образом:
- электрификация: 98,4 %;
- водоснабжение: 87,7 %;
- водоотведение: 95,7 %.